# Singeromyces ferrugineus
Singeromyces ferrugineus — вид базидіомікотових грибів родини болетових (Boletaceae). Поширений в Аргентині.